# Jean-Baptiste Cavaignac
Jean-Baptiste Cavaignac (Gourdon, 1763 – Bruxelles, 1829) è stato un generale francese.

## Biografia
Avvocato al parlamento di Tolosa e membro del direttorio del dipartimento del Lot dal 1790, fu presto eletto alla Convenzione come montagnardo. Tra i più accesi antimonarchici francesi, propugnò la decapitazione di re Luigi XVI e l'ascesa di Napoleone Bonaparte.
Dal 1808 al 1813 fu a Napoli come consigliere dapprima di Giuseppe Bonaparte e poi di Gioacchino Murat come sovrani, ma nel 1816 con la Restaurazione francese venne costretto all'esilio con l'accusa di essere un regicida, come deciso dal congresso di Vienna. Suo figlio fu il generale repubblicano Louis Eugène Cavaignac.